# Hochstadt (Pfalz)

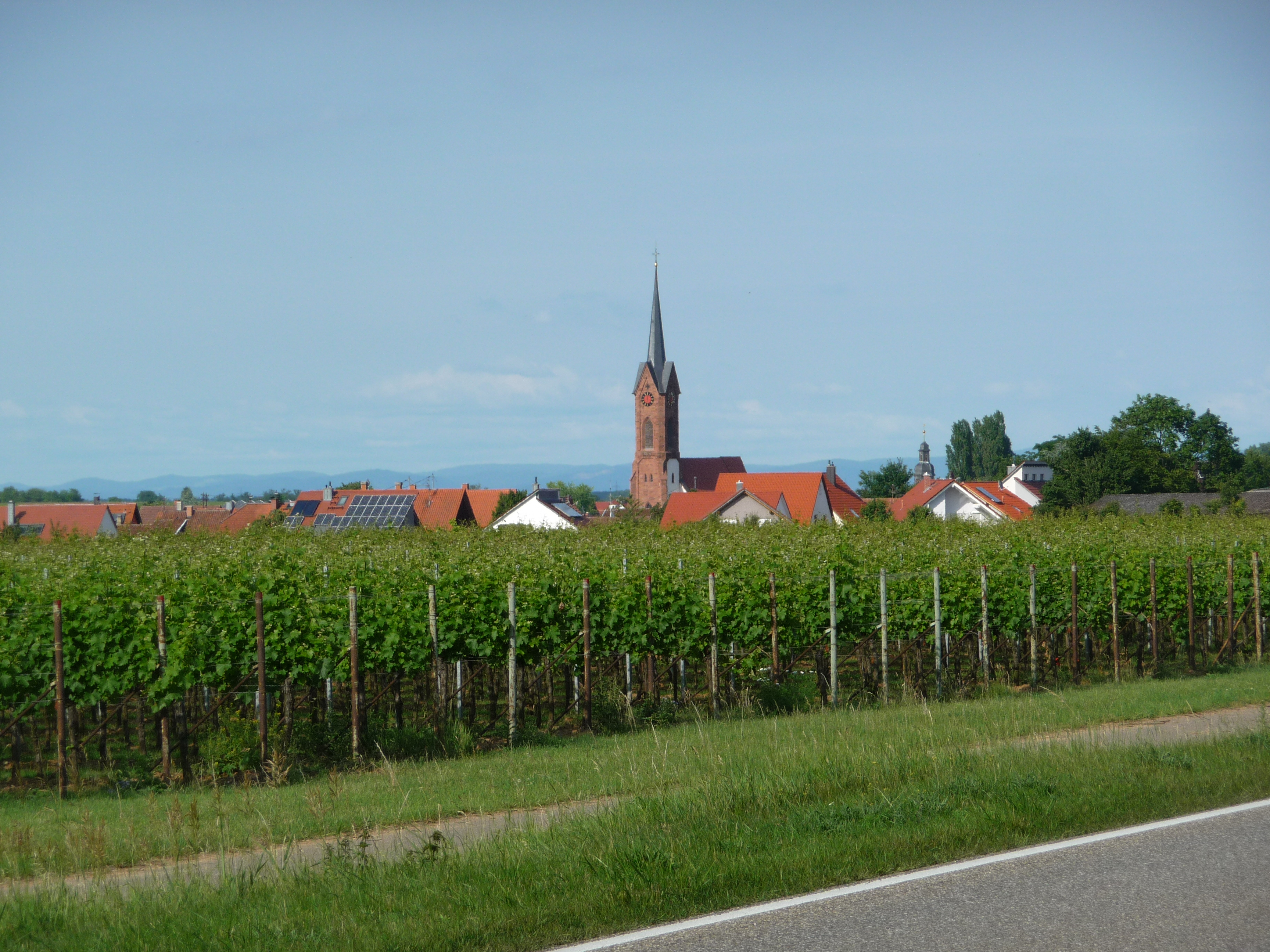
Blick auf Hochstadt

Hochstadt ist eine Ortsgemeinde im Landkreis Südliche Weinstraße in Rheinland-Pfalz. Im örtlichen Dialekt wird der Ort Houschd genannt, seine Bewohner Houschder. Hochstadt gehört der Verbandsgemeinde Offenbach an der Queich an.

## Geographie

### Lage
Hochstadt liegt auf etwa 135 m Höhe im südpfälzischen Teil der Rheinebene zwischen Landau im Westen und Speyer im Osten.

### Gemeindegliederung
Die Gemeinde besteht aus den beiden Ortsteilen Niederhochstadt und Oberhochstadt. Zu Oberhochstadt gehören auch die Wohnplätze Bahnhof Hochstadt und Fuchsmühle.

### Gewässer
Durch die Gemeinde fließt von Südwest nach Nordost der Hainbach, ein rechter Zufluss des Woogbachs, der wiederum ein linker Seitenarm des Rhein-Nebenflusses Speyerbach ist.

## Geschichte
Anlässlich der Schenkung einer Wiese in Hohunstater marca (in der Gemarkung Hochstadt) in pago spirensi (im Speyergau) durch einen Alaaolf an das Kloster Lorsch wurde Hochstadt im Jahr 776 im Lorscher Codex erstmals urkundlich erwähnt.
Am 7. Juni 1969 wurden die bis dahin eigenständigen Gemeinden Niederhochstadt (damals 1467 Einwohner) und Oberhochstadt (744 Einwohner) im Rahmen der rheinland-pfälzischen Verwaltungsreform aufgelöst und zur neuen Ortsgemeinde Hochstadt (Pfalz) zusammengelegt. 1972 erfolgte die Zuordnung zur Verbandsgemeinde Offenbach an der Queich, die ihren Verwaltungssitz in der gleichnamigen Gemeinde Offenbach hat.

### Konfessionsstatistik
Ende des Jahres 2013 waren 51,9 % der Einwohner evangelisch und 27 % katholisch. Die übrigen 21,1 % gehörten einer anderen Glaubensgemeinschaft an oder waren konfessionslos. Der Anteil der Katholiken und Protestanten an der Gesamtbevölkerung sind seitdem gesunken. Ende Juni 2025 waren 34,3 % der Einwohner evangelisch und 23,7 % katholisch. 42,0 % waren konfessionslos oder gehörten einer anderen Glaubensgemeinschaft an.

## Politik

### Gemeinderat
Der Gemeinderat in Hochstadt besteht aus 20 Ratsmitgliedern, die bei der Kommunalwahl am 9. Juni 2024 in einer personalisierten Verhältniswahl gewählt wurden, und dem ehrenamtlichen Ortsbürgermeister als Vorsitzendem.
Die Sitzverteilung im Gemeinderat:
| Wahl | SPD | CDU | FDP | FWG | Gesamt   |
| ---- | --- | --- | --- | --- | -------- |
| 2024 | 4   | 8   | 1   | 7   | 20 Sitze |
| 2019 | 4   | 8   | 2   | 6   | 20 Sitze |
| 2014 | 5   | 6   | 1   | 4   | 16 Sitze |
| 2009 | 5   | 6   | 2   | 3   | 16 Sitze |
| 2004 | 6   | 7   | 1   | 2   | 16 Sitze |

### Ortsbürgermeister
Timo Reuther (CDU) wurde am 26. September 2018 Ortsbürgermeister von Hochstadt. Bei der Direktwahl am 26. Mai 2019 wurde er mit einem Stimmenanteil von 88,40 % und am 9. Juni 2024 als einziger Bewerber mit 82,8 % jeweils für weitere fünf Jahre in seinem Amt bestätigt.
Reuthers Vorgänger Otto Paul (CDU), Ortsbürgermeister seit 2004, war 2018 aus gesundheitlichen Gründen zurückgetreten.

### Wappen
| Wappen von Hochstadt | Blasonierung: „Von Gold und Rot geteilt, oben ein schwebender schwarzer Ring, unten ein schwebendes achtspitziges silbernes Johanniterkreuz.“          |
| Wappen von Hochstadt | Wappenbegründung: Es wurde 1976 von der Bezirksregierung Neustadt genehmigt und enthält Figuren der historischen Wappen von Nieder- und Oberhochstadt. |

## Kultur und Sehenswürdigkeiten

### Baudenkmäler

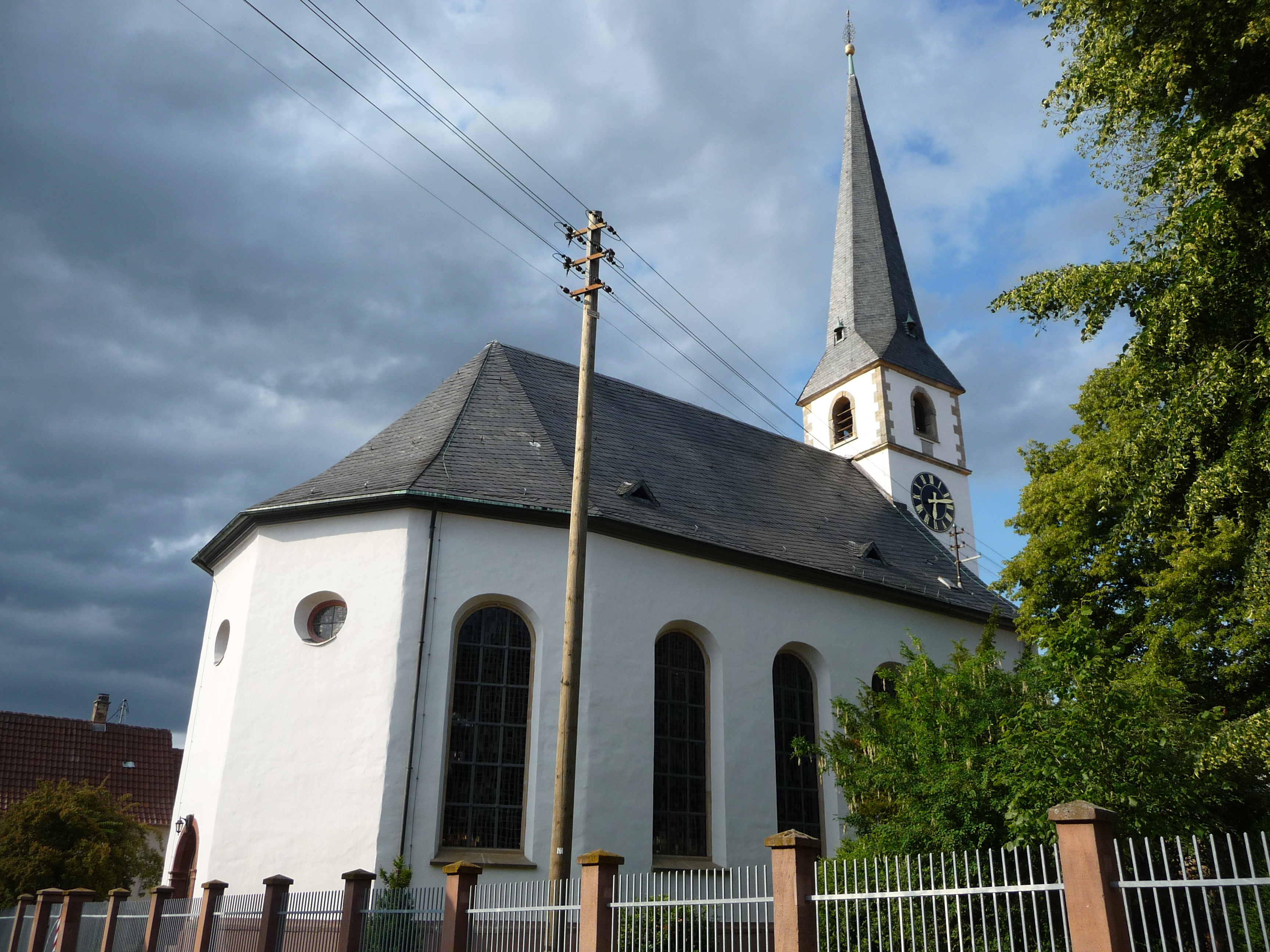
Evangelische Kirche
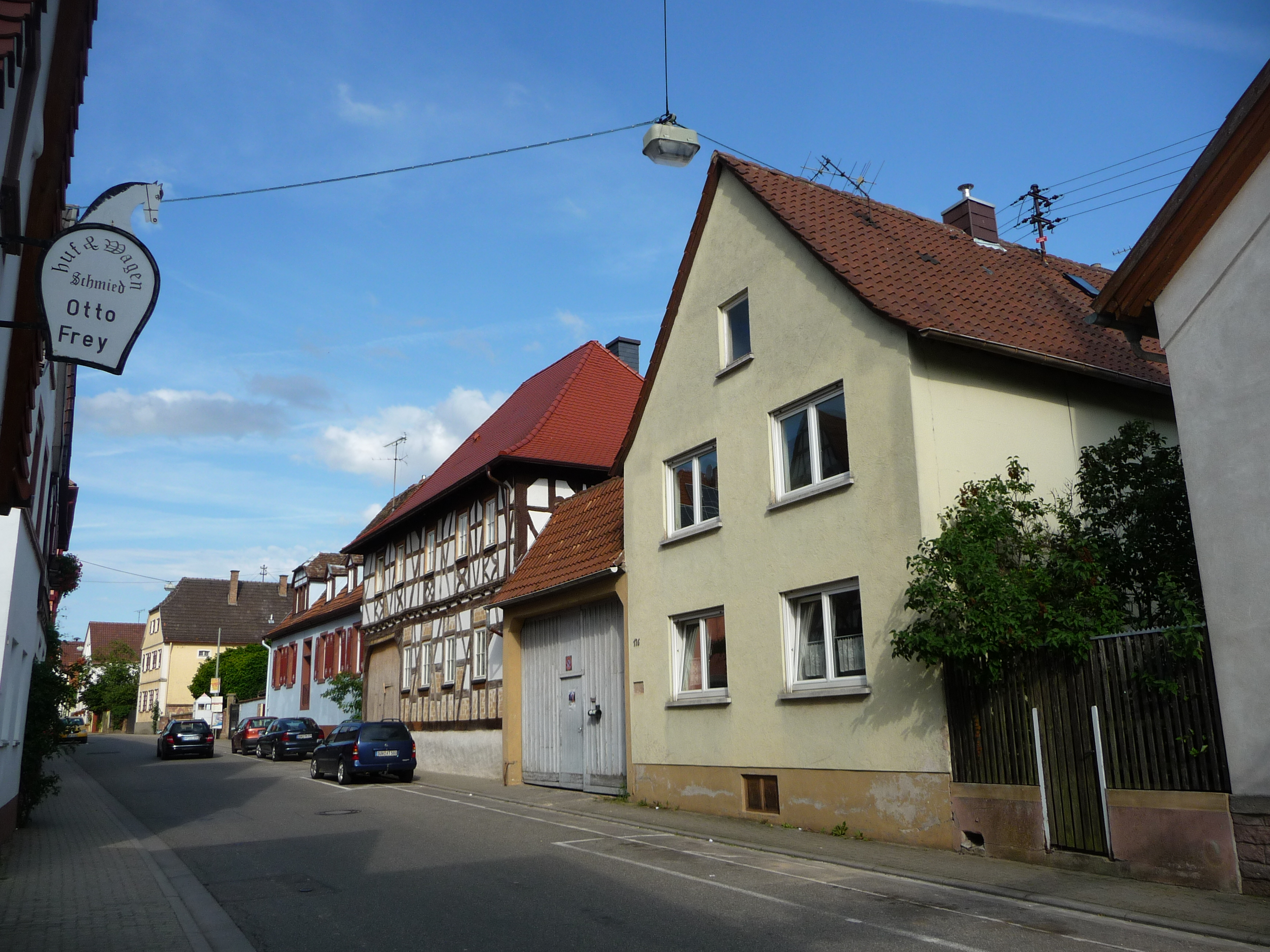
Hauptstraße im Ortsteil Niederhochstadt
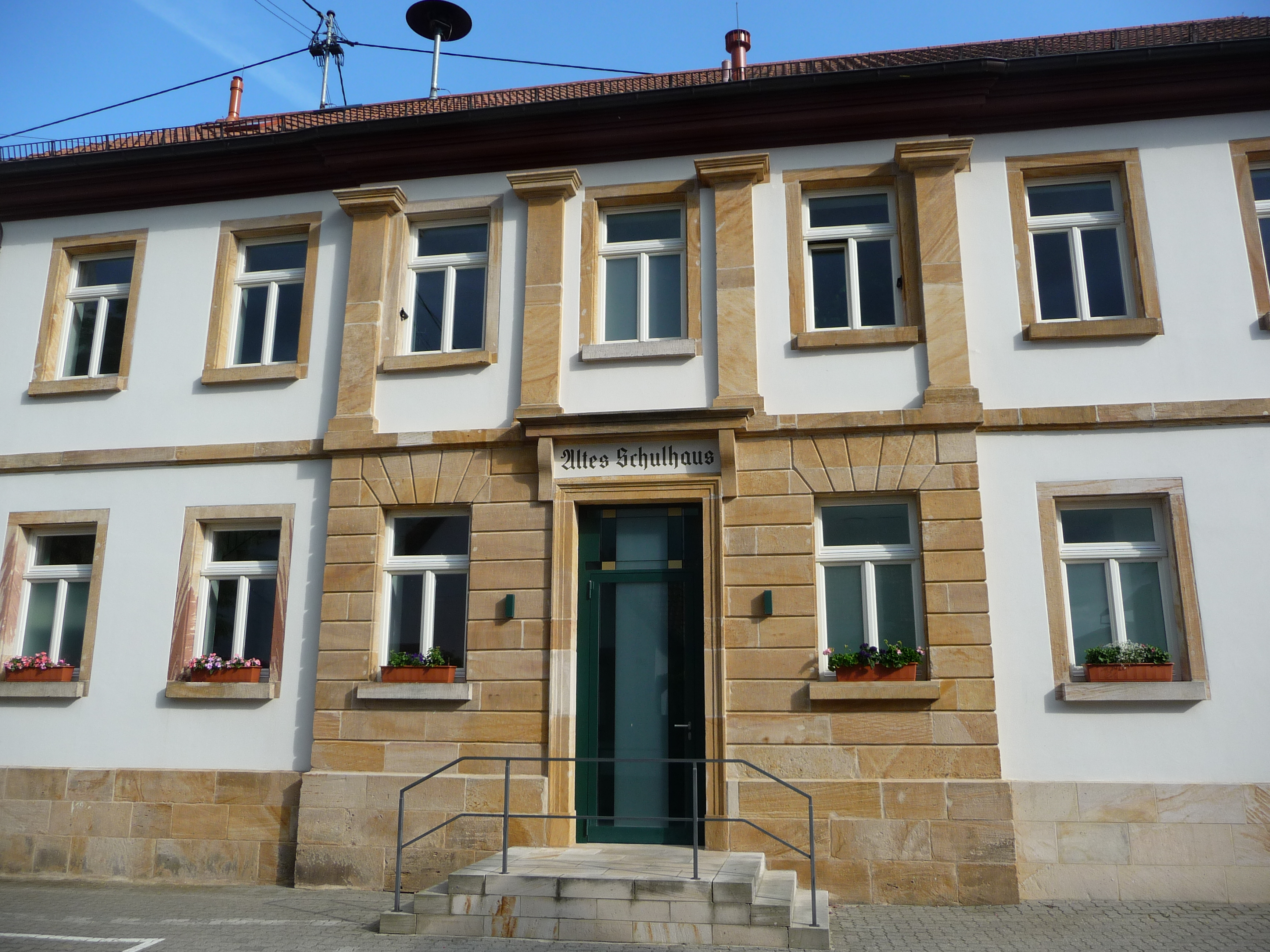
Altes Schulhaus
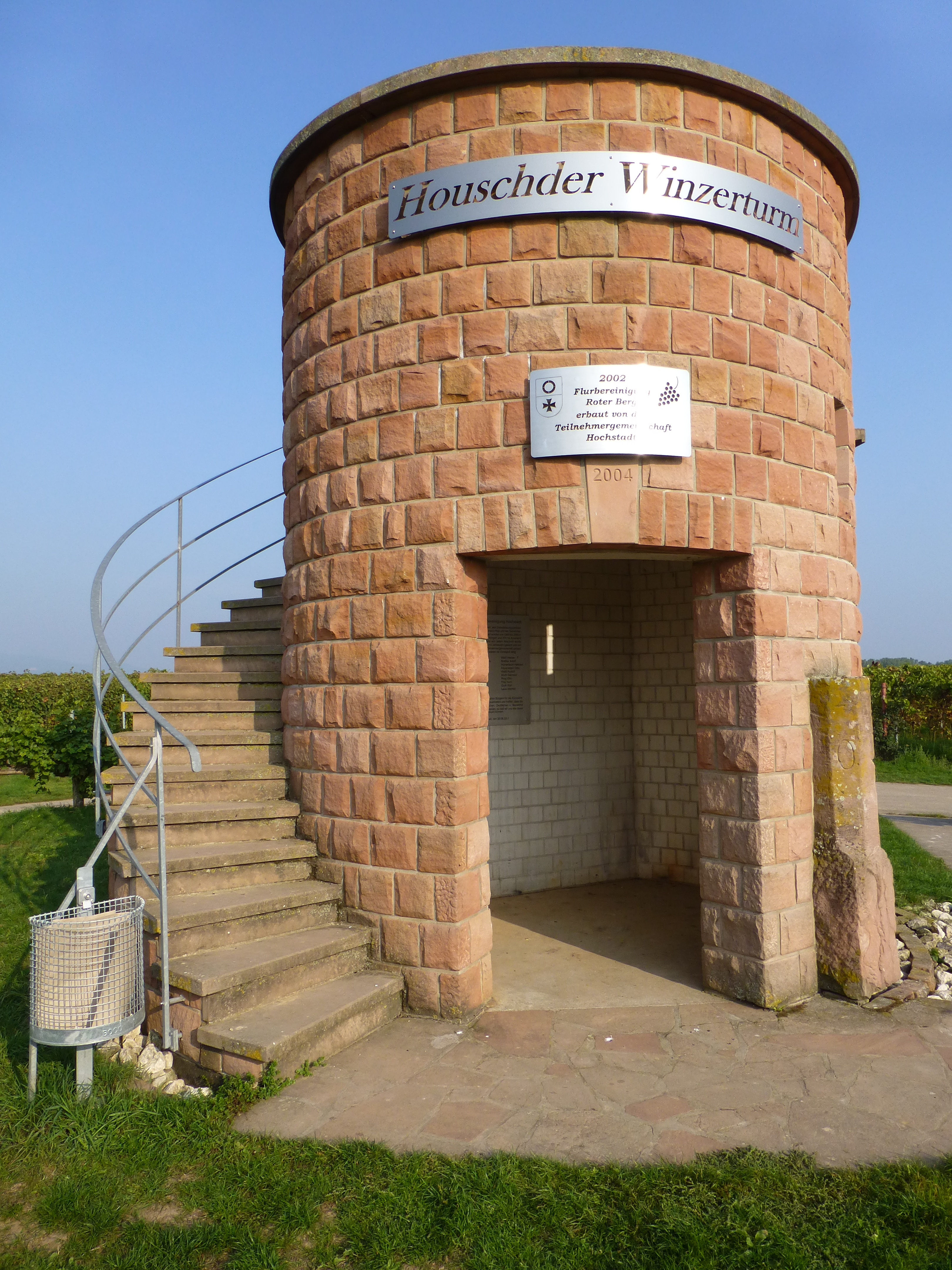
Houschder Winzerturm

### Naturdenkmäler und Sehenswürdigkeiten
- Löss-Hohlwege
- Hochstadter Winzerturm, ein ca. 4,5 m hoher Aussichtsturm nördlich des Ortes, genannt Houschder Winzerturm
- Weinlehrpfad
- Draisinenbahn (Südpfalzdraisine, 1 km südlich)

### Münzschatz von Hochstadt
Im Jahr 1975 ereignete sich auf dem Gemeindegebiet von Hochstadt die Entdeckung eines Verwahrfunds. Bei diesem unter Münzschatz von Hochstadt überregional bekannt gewordenen Ereignis konnten 2786 Silbermünzen erfasst werden. Die älteste dokumentierte Münze ist vor 1378 geprägt, die Schlussmünze im Jahr 1572. Der Fund wird somit in das Spätmittelalter bis in die Frühe Neuzeit datiert. Als Besonderheit weist dieser ein sehr weites Verbreitungsgebiet der Prägungen auf. Weiterhin ist eine auffällig große Varietät an überwiegend kleinen Münznominalen festzustellen.
Warum wurden damals Münzen verborgen und warum kommen sie von so weit her?

„Es ist zu vermuten, dass sich die Lebensbedingungen zum Ende des 16. Jahrhunderts verschlechtert haben... / ... aber auch die Thematik Handel und Handelswege in der Rheinebene am Übergang des Späten Mittelalters in die Frühe Neuzeit könnte Inhalt weiterer Forschung sein“

### Regelmäßige Veranstaltungen
- Tischtennis- und Fußball-Dorfmeisterschaften
- Wein- und Knoppfest (zweites Wochenende im August)
- Kerwe (zweites Wochenende im September)
- Waldfest des VfB Hochstadt (Feier in den 1. Mai)
- 1.-Mai-Fest des Spielmannszugs
- Hoffest im Gasthaus „Zum Ochsen“
- Landjugend-Fasching
- Dünsche Lesestunde (jeden zweiten Freitag im Haus der Naturfreunde)
- Tag der offenen Tür der Freiwilligen Feuerwehr (zweites Wochenende im Juni)

### Kulinarische Spezialitäten
- Houschder Knepp (Fleischklöße mit Meerrettich)

## Wirtschaft und Infrastruktur

### Wirtschaft
Den Ort prägen seit Jahrhunderten Landwirtschaft und Weinbau. Auf über 330 ha Rebfläche erzeugen mehrere Betriebe Qualitäts- und Prädikatsweine.
An den Ausläufern des von Westen in Richtung Rheinebene ziehenden Lössriedels beginnt der Gemüse-, Getreide- und Zuckerrübenanbau. Eine Obst- und Gemüsegroßhandlung vertreibt hauptsächlich pfälzische Erzeugnisse an Lebensmitteleinzelhandel und Gastronomie im In- und Ausland.
Ein weiteres Unternehmen beschäftigt sich mit Laserschneidetechnik und Pulverbeschichtung.

### Verkehr
Die Bundesstraße 272 (Landau–Speyer) südlich der Wohnbebauung stellt die Anbindung an den überregionalen Straßenverkehr her. Die Autobahn 65 (Ludwigshafen–Karlsruhe) verläuft im Westen, die Bundesstraße 9 (Speyer–Germersheim) im Osten. Bis 1984 gab es einen Bahnhof im SPNV (Germersheim–Landau). Heute wird auf der stillgelegten Strecke zeitweise ein Draisinenverkehr durchgeführt. Die Busanbindung erfolgt mit der Linie 590 nach Landau und Germersheim sowie Linie 591 nach Landau und Speyer. Beide Linien fahren unter der Woche im Stundentakt.

### Bildung
- Hainbachschule Hochstadt
- Volkshochschule (im Gebäude der Hainbachschule)

## Persönlichkeiten

### Ehrenbürger
- 2. November 1985: Fritz Walter, Arzt
- 1986: Hans Leistner, Altbürgermeister
- 2000: Werner Ehli (* 1933), Altbürgermeister, geehrt für 40-jährige Mitarbeit im Ortsgemeinderat (1960 bis 2000) davon von 1965 bis 1974 als Ortsbürgermeister[17]
- Werner Werling (1928–2018),[18] Arzt
- 9. Januar 2005: Karl Wolf, 1973–2004 Präsident des VfB Hochstadt,[19]
- 7. Januar 2018: Hermann Köhler (* 1950/1951), Lehrer und langjähriger Erster Beigeordneter der Gemeinde, geehrt für seinen jahrzehntelangen Einsatz für die Dorfgemeinschaft[20]
- 7. Januar 2018: Gerd Pressler (1938–2024),[21][22] Lehrer und Ortshistoriker, für seine vielfältigen Einsatz für Hochstadt, darunter die Herausgabe des Heimatjahrbuchs[20]
- Januar 2024: Otto Paul (* 1954/1955), Altbürgermeister, geehrt für seine kommunalpolitische Tätigkeit (u. a. drei Legislaturperioden Ortsbürgermeister) und seine weiteren Aktivitäten für die Dorfgemeinschaft[23]

### Söhne und Töchter der Gemeinde
- Wilhelm Keiler (1875–1930), Verwaltungsjurist und Bezirksamtmann

### Weitere Persönlichkeiten

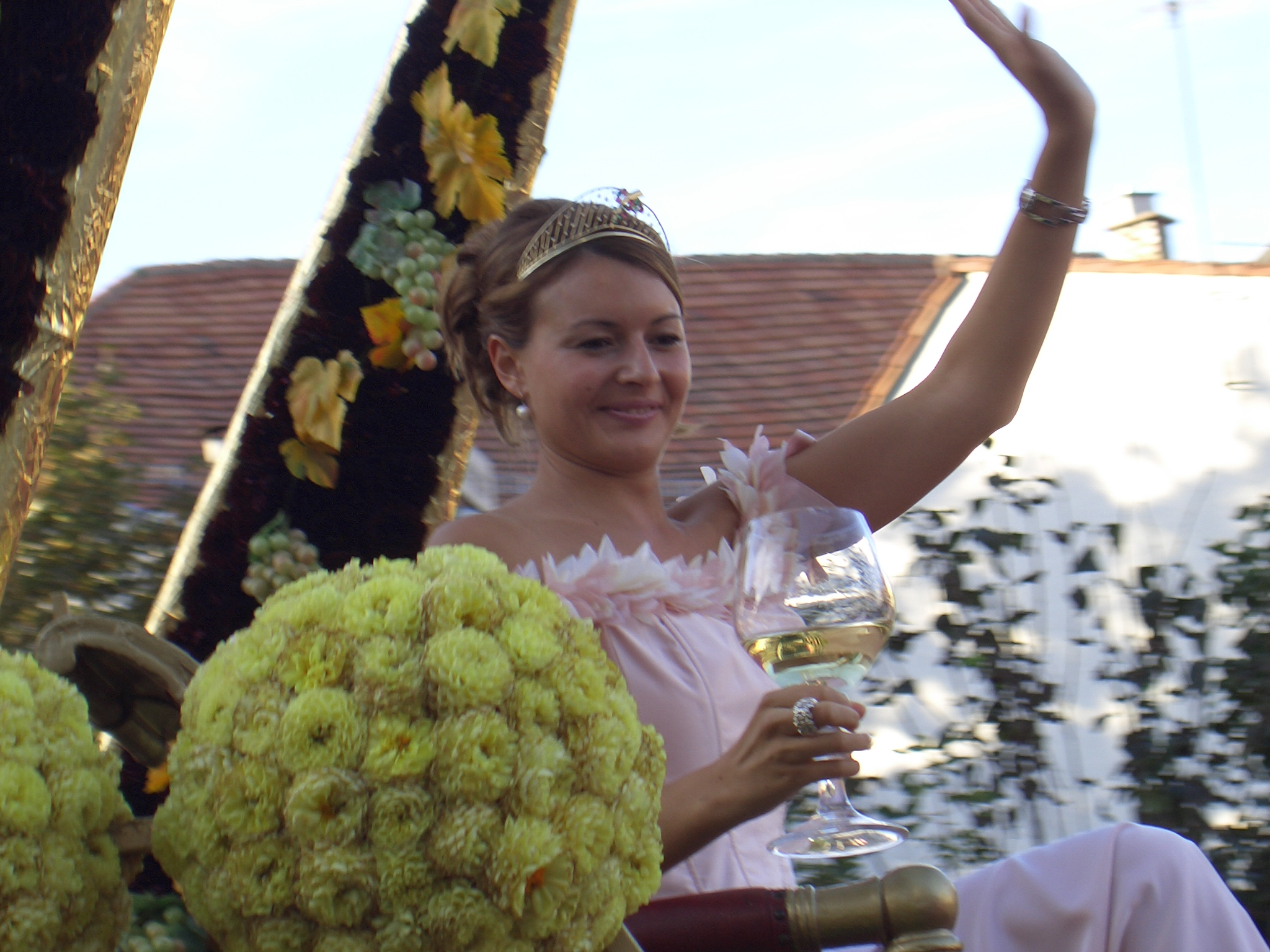
Weinkönigin Katja Schweder

- Johann Valentin Pressler, 1709 nach Amerika ausgewanderter Vorfahr von Elvis Presley und Jimmy Carter
- Zacharias Frank, Urgroßvater von Anne Frank
- Katja Schweder (* 1980), Pfälzische Weinkönigin 2005/2006, Deutsche Weinkönigin 2006/2007
- Katrin Hörner, Weinprinzessin 2009/2011 des Vereins Südliche Weinstraße Offenbach